# Lenneferberg
Die Ortschaft Lenneferberg mit etwa 20 Einwohnern ist ein Ortsteil der Gemeinde Lindlar, Oberbergischer Kreis, im Regierungsbezirk Köln in Nordrhein-Westfalen (Deutschland). 

## Lage und Beschreibung
Lenneferberg liegt im südwestlichen Teil von Lindlar direkt an der Stadtgrenze zu Overath. Eine Nachbarortschaft ist Lennefermühle. Etwas nördlicher fließt der Lennefer Bach. Der Ortsteil ist von der Landesstraße L 299 über eine etwa einen Kilometer lange Stichstraße von Lennefermühle aus zu erreichen. Bei der Ortschaft handelt es sich um ein zwischen Wald und Weideland eingebettetes Gehöft.

## Geschichte
Aufgrund § 10 und § 14 des Köln-Gesetzes wurde 1975 die Gemeinde Hohkeppel aufgelöst und umfangreiche Teile in Lindlar eingemeindet. Darunter auch Lenneferberg.